# Intervention en Russie septentrionale
Intervention alliée pendant la guerre civile russe
L’intervention en Russie septentrionale, aussi connue comme expédition en Russie septentrionale, et comme opération Arkhangelsk, fait partie de l'intervention alliée en Russie, après la révolution d'Octobre. L'intervention dans l’oblast du Nord entraîne la participation de troupes étrangères dans la guerre civile russe aux côtés des Armées blanches. La campagne dure des derniers mois de la Première Guerre mondiale en 1918, jusqu’en 1919 et se solde par le retrait des alliés et la reconquête de l’oblast du Nord par les bolcheviques.

## Contexte

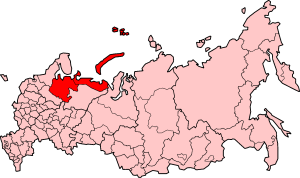
Oblast d'Arkhangelsk.

En mars 1917, un certain nombre d’évènements surviennent, qui changent la dynamique de la Première Guerre mondiale. Peu après l'abdication du tsar de Russie, Nicolas II, et la formation d'un gouvernement provisoire démocratique en Russie, les États-Unis déclarent la guerre à l'Empire allemand, et plus tard à l'Autriche-Hongrie. Le nouveau gouvernement provisoire russe, dirigé par Alexandre Kerensky, s'engage alors à poursuivre la lutte contre l'Allemagne sur le front de l'Est. En retour, les États-Unis commencent à fournir un soutien économique, logistique et technique au gouvernement provisoire russe, afin qu'il puisse mener à bien son engagement militaire.
L'offensive russe du 18 juin 1917 est écrasée par une contre-offensive allemande. L'armée russe est en proie à des mutineries et des désertions massives. Le matériel de guerre fourni par les alliés est encore en transit et s'empile dans les entrepôts déjà bien garnis d'Arkhangelsk et du port libre de glace de Mourmansk.
Dirigés par Lénine, les bolcheviques sont au pouvoir depuis novembre 1917 et établissent un gouvernement communiste. Cinq mois plus tard, ils signent le traité de Brest-Litovsk avec l'Allemagne, ce qui met officiellement fin à la guerre sur le front de l'Est. Cela permet à l'Empire allemand de commencer à redéployer des troupes sur le front occidental, où les armées britannique et française sont épuisées et n'ont pas encore été renforcées par la force expéditionnaire américaine. Tout en signant le traité de paix, Lénine s'est engagé personnellement sur le fait que si la Légion tchécoslovaque reste neutre et quitte la Russie, elle pourra traverser la Sibérie pour rejoindre les forces alliées sur le front occidental. Les 50 000 hommes de la Légion traversent la Russie par le Transsibérien jusqu'à Vladivostok. Mais la moitié d'entre eux seulement est arrivée lorsque l'accord est remis en cause. Les combats reprennent donc en mai 1918. Les Alliés s'inquiétent également du débarquement d’une division allemande en Finlande, en avril 1918, qui pourrait tenter de s'emparer de la voie ferrée de Mourmansk-Pétrograd, du port stratégique de Mourmansk et même de la ville d'Arkhangelsk.
Face à cette série d'évènements, les dirigeants britanniques et français décident que les Alliés occidentaux doivent intervenir militairement en Russie septentrionale. Ils ont trois objectifs :
1. éviter que les stocks de matériel de guerre alliés à Arkhangelsk ne tombent dans des mains allemandes ou bolcheviques ;
2. monter une offensive pour sauver la Légion tchécoslovaque, coincée le long du chemin de fer Transsibérien ;
3. ressusciter le front de l'Est en battant l'armée bolchevique, avec l'aide de la Légion tchécoslovaque et d’une force anticommuniste locale alors en expansion.

Cruellement à court de troupes, les Britanniques et les Français demandent au président américain Woodrow Wilson de fournir des troupes pour ce qui va être appelé la campagne de Russie septentrionale ou l'intervention alliée dans le Nord de la Russie. Le General Jean Lavergne était chef de la mission militaire française en Russie, pendant le Révolution russe. Avec le Consul General Joseph-Fernand Grenard, il a dirigé des troupes françaises pendant l'Intervention en Russie septentrionale.[citation nécessaire] En juillet 1918, contre l'avis du département américain de la Guerre, Wilson accepte finalement une participation limitée à la campagne en envoyant un contingent de soldats de l'US Army. Cette force, organisée à la hâte, est baptisée « Force expéditionnaire américaine en Russie septentrionale », mais elle sera également connue par la suite sous le nom d’« expédition Ours polaire (en). ».

## Contingent international

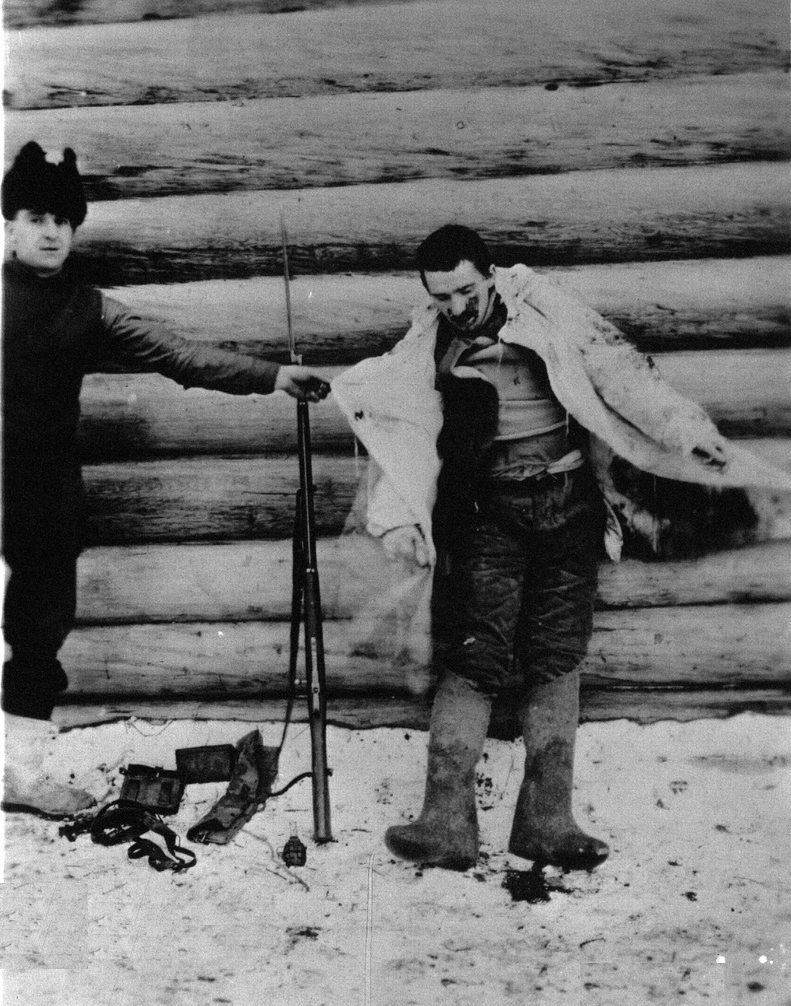
Un soldat bolchévique abattu par un garde américain à l’avant-poste no 1 le 8 janvier 1919 à 3 h du matin quand une patrouille ennemie de sept hommes tente de ramper jusqu'à la position avant-poste. Cette photo a été prise pour montrer le manteau blanc, que tous les membres de la patrouille portent pour se dissimuler dans la neige. Ces vêtements sont chauds et en bon état. Il était armé d'une grenade à main, qui se trouve à terre, un fusil Remington en bon état et une abondante réserve de munitions.
Village de Visorka Gora, en Russie le 8 janvier 1919. (légende officielle de la photo du U.S. Army Signal Corps).

Le 6e bataillon d'infanterie légère des Royal Marines britannique détache d'une compagnie du Royal Marine Artillery et des compagnies de chacun des trois dépôts des ports. Très peu de leurs officiers voient des combats terrestres. Leur objectif initial est seulement de se déployer à Flensbourg pour superviser un vote qui doit décider si le Schleswig-Holstein doit être attribué à l'Allemagne ou au Danemark. Beaucoup de fusiliers marins ont moins de 19 ans et il est inhabituel de les employer à l'étranger. D'autres étaient d'anciens prisonniers de guerre récemment rentrés d'Allemagne et qui n'ont pas encore eu de permission.
Il y a donc un scandale lorsque, après un court préavis, le 6e bataillon est embarqué pour Mourmansk, en Russie, par l'océan Arctique, afin d'aider au retrait des forces britanniques. Le bataillon, qui ne s'attendait pas à combattre, reçoit l’ordre du commandement de l'armée de tenir certains avant-postes.
La force internationale comprend :
- Une flottille de la Royal Navy britannique de plus de 20 navires — dont deux transporteurs d’hydravion, le HMS Pegasus (en) et le HMS Nairana (en) ;
- Environ 5 000 soldats de l'US Army[3], dont initialement 4 500 Américains à Arkhangelsk qui comprend le 339th Infantry Regiment, le 1st Battalion des 310th Engineers, le 337th Field Hospital et la 337th Ambulance Company, (tous de la 85th Division) pour former le Murmansk Expedition[4] ;
- 14 bataillons de troupes du Commonwealth britannique — Brigade d'infanterie canadienne et de l’infanterie australienne ;
- Principalement le 21e bataillon de marche d' infanterie coloniale et du génie ; Peu après, la Mission militaire française qui est dirigée par le colonel Donop, demande au Ministre de la Guerre l'autorisation de créer un bataillon de Légion Étrangère pour renforcer les effectifs du Corps d'occupation. En effet, ils se révèlent insuffisants bien qu'ils aient été renforcés du 2e Groupe d'Artillerie Coloniale, d'une compagnie de skieurs alpins (comprenant Henrik August Angell)[5] et d'un train blindé. Paris donne rapidement son accord pour créer sur place le “Bataillon de la Légion étrangère de Russie du Nord”, rattaché pour ordre au 1er Etranger. L'organisation en est confiée au capitaine Litschfousse et à son adjoint, le lieutenant Moussy ; les futurs légionnaires sont recrutés localement tout comme pour le bataillon “Slavo-British-Allied-Legion” formé par les Britanniques. Pour leur bravoure, ils ont reçu une Distinguished Service Cross (États-Unis)[6] et six Military Medals par des Américains et des Britanniques respectivement[7]. 2 000 soldats français en total.
- le Corpo di spedizione italiano in Murmania, 1 350 soldats italiens ;
- 1 000 fusiliers serbes et polonais sont envoyés aider la Garde blanche de l'amiral Koltchak dans le nord et faire la jonction avec ses forces de Sibérie (Légion tchécoslovaque) à proximité de Kotlas ;
- une Légion de Mourmansk, ou Légion finlandaise, composée en février 1919 de 1 200 hommes, équipés par les Britanniques et composée pour l’essentiel d’anciens Gardes rouges ;
- un contingent britannique de la Royal Air Force comprenant des bombardiers Airco DH.4, des hydravions Fairey Campania et Sopwith Baby avec un unique chasseur Sopwith Camel[8],[9].

Face à cette force internationale, l'Armée rouge dispose des 7e et 8e armées, l’« Armée du Nord-Ouest », mal préparée pour le combat en mai 1918.

## Front de Russie septentrionale
Les lignes de communication depuis le sud d'Arkhangelsk sont la Dvina septentrionale à l'est, la rivière Vaga, le chemin de fer d’Arkhangelsk et le fleuve Onega à l'ouest, et la rivière Iomtsa, qui fournit une ligne de communication entre la rivière Vaga et la voie ferrée au centre.
Cette campagne voit le premier bombardement naval et aérien jamais coordonné avec un débarquement amphibie en temps de guerre, à savoir le bombardement de la batterie de l’île Moudioug (Остров Мудьюг), près d'Arkhangelsk, avant sa capture. Les forces aériennes soviétiques, encore balbutiantes, réunissent un assortiment d’avions de la Première Guerre mondiale. L'occupation alliée d'Arkhangelsk débute le 2 août 1918. En octobre y est installé un Gouvernement provisoire de la Région septentrionale.
En septembre 1918, les Alliés prennent Obozerskaïa, à quelque 150 km au sud d'Arkhangelsk. Lors de l'attaque, la RAF fournit un appui aérien à l'infanterie alliée en marche, en effectuant des bombardements et des mitraillages.
Les Britanniques emploient des armes chimiques développés pendant la guerre contre l'Allemagne et l'empire Ottoman, 50 000 « M Devices », des bombes contenant de l'adamsite (gaz de combat), sont envoyées en Russie. L'aviation britannique les utilise le 27 août 1919 sur le village de Yemtsa dans la région de Arkhangelsk. L'effet de surprise et les morts spectaculaires (vomissements de sang) font fuir l'ennemi. D'autres bombardements ont lieu contre des villages sous contrôle bolchévique. Les bombardements visent d'autres localités sous contrôle rouge tels que Chunova, Vikhtova, Pocha, Chorga, Tavoigor and Zapolki.
Le 28 août 1918, le 6e bataillon d'infanterie légère des Royal Marines reçoit l’ordre de s'emparer du village de Koïkori (ru) (Койкары), alors aux mains des bolcheviks, dans le cadre d'une vaste offensive dans la Carélie orientale destinée à assurer la sécurité du retrait britannique vers Mourmansk. L'attaque sur le village est désorganisée et a pour résultat la mort de trois hommes et 18 blessés, dont le commandant du bataillon qui a lui-même vainement mené l'attaque.
Une semaine plus tard, les compagnies B et C, dirigées cette fois par un commandant de l'armée de terre, font une deuxième tentative pour prendre Koïkori, alors que la compagnie D attaque le village d’Oussouna. Les Britanniques sont de nouveau repoussés à Koïkori ; l'officier de l'armée tué et les deux officiers de compagnies blessés. La compagnie D est également repoussée par les forces bolcheviques aux alentours d’Oussouna, l’adjudant du bataillon ayant été tué par des tireurs d'élite.
Le lendemain matin, face à la perspective d'une nouvelle attaque sur le village, une compagnie refuse d'obéir aux ordres, et fait retraite dans un village voisin amical. Quatre-vingt-treize hommes du bataillon sont traduits en cour martiale ; 13 sont condamnés à mort et d'autres reçoivent des peines de travaux forcés. En décembre 1919, le gouvernement, sous la pression de plusieurs députés, révoque la sentence de mort et réduit considérablement les peines de tous les hommes.
En septembre, alors que le retrait des Alliés est déjà en cours, un détachement britannique est envoyé par la mer à Kandalakcha pour arrêter des opérations de sabotage menées par les bolcheviques finlandais contre le chemin de fer dans cette région. Les Britanniques sont pris en embuscade avant même de débarquer et subissent de lourdes pertes. Les bolcheviks, sans opposition, détruisent ainsi un certain nombre de ponts, retardant provisoirement l'évacuation.

## Avance le long de la Dvina septentrionale

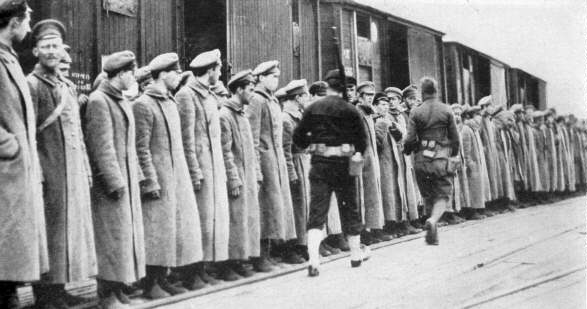
Prisonniers bolchéviques sous la garde de soldats américains à Arkhangelsk.

Une force fluviale britannique de onze monitors (dont le HMS M33), de dragueurs de mines et de canonnières russes, est formé pour croiser dans les eaux navigables, à la jonction des rivières Vaga et Dvina septentrionale. Trente canonnières bolcheviques, les mines et les vedettes à moteur armées prélèvent leur dîme sur les forces alliées.
Les troupes alliées, dirigées par Lionel Sadleir-Jackson (en), sont bientôt combinées avec les Polonais et les forces de la Garde Blanche. Les combats sont durs le long des deux rives de la Dvina septentrionale. La force fluviale déborde les positions terrestres ennemies grâce à des assauts amphibies menés par les Marines américains et grâce à l'appui coordonné de l'artillerie terrestre et embarquée. La mitrailleuse Lewis s'avère une arme précieuse et efficace, parce que les deux côtés sont seulement armés du fusil standard russe de la Première Guerre mondiale, le Mosin-Nagant.
Les soldats sont inactifs durant l'hiver 1918, construisant des blockhaus et effectuant quelques patrouilles.

## Revers alliés
En quatre mois, les gains des Alliés ont rétréci, le front a reculé de 30 à 50 km dans la zone qui longe la Dvina septentrionale et le lac Onega, les attaques bolchéviques étant devenues plus soutenues. Un retrait tactique est réalisé en septembre 1918. De violents combats ont lieu le jour de l'Armistice, le 11 novembre 1918 à Toulgas (en) ; la ligne Kourgomen (ru)-Toulgas (ru) est la dernière ligne de défense en 1919. Le commandant en chef de l'Armée rouge, Trotski, supervise personnellement cette bataille sur les ordres de Lénine.
Les bolcheviks ont une supériorité dans le domaine de l'artillerie en 1919 et renouvellent leur offensive lorsque la rivière Vaga est précipitamment évacuée par les Alliés.

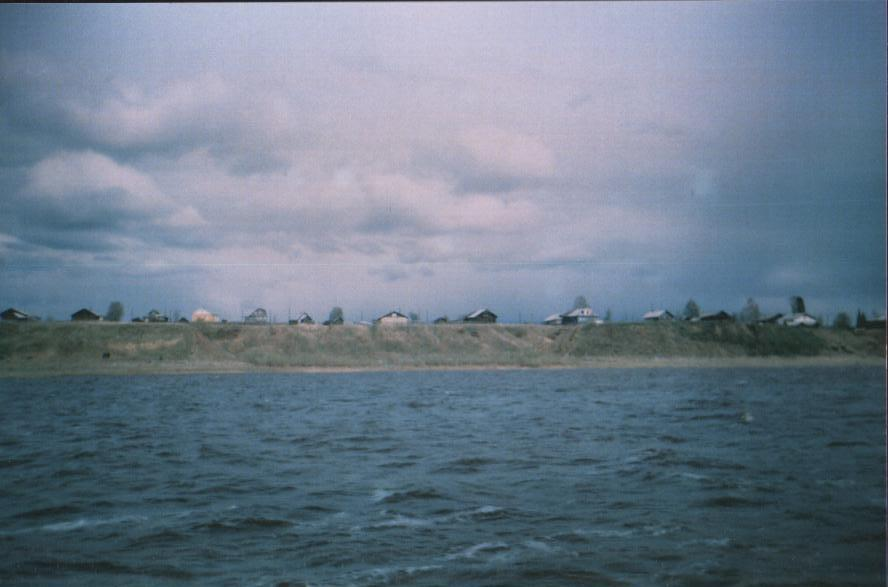
Konetsgorye. Paysage de la Dvina septentrionale.

L'avance la plus profonde au sud est réalisée par une mission américaine parvenue à Chenkoursk, sur la rivière Vaga et la rivière Nijniaïa Toïma, sur la Dvina septentrionale, où les plus fortes positions bolcheviques sont rencontrées. Les troupes alliées sont expulsées de Chenkoursk (en) après une intense bataille, le 19 janvier 1919.
La flotte fluviale de monitors engage définitivement et avec succès les canonnières bolcheviques en septembre 1919. Les Alliés se retirent ensuite pour empêcher les bolcheviks d'employer la même tactique contre les forces alliées en retraite.

## Retrait des troupes britanniques
La politique internationale de soutien aux Russes blancs pour « étrangler à la naissance l'État bolchevique » — selon les mots de Winston Churchill — est de plus en plus impopulaire en Grande-Bretagne. En janvier 1919, le Daily Express se fait l'écho de l'opinion publique en écrivant : « les plaines glacées de l'Europe de l'Est ne valent pas les os d'un seul grenadier ».
En février 1919, deux sergents du Yorkshire Regiment sont traduits en cour martiale et condamnés à perpétuité pour avoir refusé de se battre. À partir d'avril 1919, l'incapacité de tenir les flancs et des mutineries dans les rangs des Armées blanches conduisent au départ des forces alliées. Les officiers britanniques à Choussouga ont une retraite heureuse, car leurs artilleurs russes leur restent fidèles. Les Alliés sont forcés de battre en retraite.

## Le chemin de fer d'Arkhangelsk
Des opérations mineures ont encore lieu contre la 7e Armée rouge, pour garder ouverte une ligne de retraite. Elles se déroulent au sud jusqu'au lac Onega et la rivière Iomtsa et à l'est le long du chemin de fer d'Arkhangelsk, avec un train blindé tenu par les Américains. La dernière grande bataille livrée par les Américains avant leur départ a lieu à Bolchie Ozerki (en) du 31 mars au 4 avril 1919.

## La Baltique
L’escadre de la Baltique de la Royal Navy (en) se trouve à proximité de la flotte bolchévique de la Baltique basée à Kronstadt, près de Petrograd. Des attaques risquées sont conduites par les vedettes lance-torpilles côtières (HM Coastal Motor Boat 4) basées à Koivisto Sound, en Finlande, à 50 km, soutenu par des raids de bombardement de la Royal Air Force, contre les navires amarrés dans le port intérieur de Petrograd après avoir passé l'écran de destroyers de la défense bolchevique. Les champs de mines bolcheviques provoquent la majorité des pertes des unités navales britanniques. Augustus Agar (en) conduit les petits bateaux britanniques dans ces attaques.